# Nacionalisme càntabre

El labaru, símbol dels antics càntabres emprat com a bandera nacional pel CNC.

El cantabrisme o nacionalisme càntabre és un corrent social que preserva i promou el reconeixement de la personalitat política, lingüística i cultural de Cantàbria o del conjunt de terres de parla i cultura càntabres, l'anomenat País Càntabre.

## Història
El cantabrisme contemporani s'ha gestat un cop suprimides les institucions pròpies de l'Antic Règim (concejos, merindades, Junta de los Valles).

### Cantabrisme vuitcentista
La Restauració coneix un acostament al fet diferencial del país, amb la proliferació d'estudis sobre el territori, la llengua o l'etnografia: el "regionalisme literari" (M. Menéndez Pelayo, J.M. Pereda, Amós de Escalante, A. De los Ríos y Ríos, Gumersindo Laverde, Eduardo de la Pedraja). Però lligats a la dreta espanyola, tradicionalista i catòlica, la visió del fet càntabre en alguns d'aquests autors no solament va impedir el pas a la proposta política cantabrista, sinó que es va utilitzar per envernissar de provincialisme el castellanisme espanyolitzador unitarista.
En la perspectiva política, només el republicanisme federal sostingut per sectors de la petita burgesia de Santander va pretendre estroncar la frustració produïda pel declivi econòmic. A tall de conclusió, l'etapa de la Restauració a Cantàbria coneix un acostament a la realitat objectiva del país, iniciant dues vies d'evolució del cantabrisme: la primera, encunyada per les elits locals, les quals, sense negar les peculiaritats històriques i culturals, les aprofiten per tamisar el projecte nacional espanyol i impedir-ne, de fet, una via política pròpia; la segona via en suposa una canal de reivindicació més polititzat, de caràcter progressista i que s'imposarà posteriorment.

### Cantabrisme republicà
La presa de consciència sobre la recessió econòmica i els problemes existents en el desenvolupament de Cantàbria es van enfrontar a les veus del tradicionalisme castellà-espanyol. Les propostes del primer cantabrisme programàtic càntabre (Jesús de Cospedal, Santiago Fonts Pila), al costat dels partits republicans i d'esquerra, van proposar el Projecte d'Estatut de l'Estat Càntabre-Castellà, truncat per la Guerra Civil, i que es gesta en el context d'un País Càntabre federat.

### Cantabrisme polític progressista
El règim dictatorial franquista va impedir l'evolució del cantabrisme més enllà del manteniment de certes institucions d'estudi o publicacions periòdiques o esporàdiques. L'esgotament d'aquesta etapa possibilita que Cantàbria s'insereixi en la transició fent referència al problema de la seva adscripció territorial. Al costat d'ADIC neix un elenc d'associacions cantabristas (Cantàbria Unida, Comunitat Regionalista Càntabra, Moviment Nacionalista Càntabre) que desenvolupen un debat davant del qual han de prendre actitud|postura totes les organitzacions polítiques i socials. La pressió popular, la totalitat d'organitzacions d'esquerra i progressistes i algunes tendències autonomistes de la dreta, decanten finalment l'opció autonòmica de Cantàbria per la via pròpia.
A partir d'aquesta situació, cal explicar l'aparició del Partit Regionalista de Cantàbria, que encara que erràtic, suposa el primer referent d'una força d'obediència càntabra, evidenciant que el cantabrisme sostingut per les ideologies progressistes i nucleat als sectors populars i classes mitjanes s'ha imposat històricament a les pretensions de l'unitarisme castellà i espanyolista.

### Nacionalisme càntabre en l'actualitat
La situació estructural del país (perifèria del subeix cantàbric de l'arc atlàntic de la Unió Europea), les aspiracions dels grups financers interns de "subdiaritzar" l'economia entorn del demiürg turistitzant, l'encara decisiva implantació dels partits d'àmbit estatal i les orientacions neoespanyolistes imposades pels mitjans de comunicació de masses estatals, fan necessari un projecte de construcció càntabre -nacional- que a partir d'una majoria social, rellancin el país cap a un canvi de situació: gir en el model de desenvolupament socioeconòmic, avanç en l'autogovern i augment de la consciència específica com a ens nacional i polític. El nacionalisme càntabre -conformat per ADIC, Cantabristas i el Conceju Nacionaliegu Cántabru (CNC)- ha d'anar aprofundint i madurant en el seu projecte i organització.